# Glory Johnson
Glory Bassey Johnson (Colorado Springs, 27 luglio 1990) è un'ex cestista statunitense naturalizzata montenegrina, professionista nella WNBA.
Ha frequentato la Webb School di Knoxville.

## College
Si è iscritta presso l'Università del Tennessee-Knoxville nel 2008. Ha registrato 36 doppie-doppie nel corso della sua carriera universitaria.
Ha completato la laurea in studi a livello mondiale in tre anni, e ha conseguito un master in comunicazione durante il suo quarto anno di ammissibilità basket.

## Carriera professionistica
È stata selezionata al primo turno del Draft WNBA 2012 (4ª scelta assoluta) dalle Tulsa Shock.
Nel 2013 e 2014, la sua seconda e terza stagione con le Shock, è stata selezionata per il WNBA All-Star Game.

## USA Basketball
Ha giocato nella squadra che ha rappresentato gli Stati Uniti ai Giochi Universitari 2011, tenuti a Shenzhen, vincendo la medaglia d'oro. Johnson ha segnato 6,2 punti a partita, risultando la seconda giocatrice della squadra.

## Vita privata
Il 22 aprile 2015, Johnson e l'ex fidanzata e collega giocatrice WNBA, Brittney Griner, sono state entrambe arrestate con l'accusa di aggressione a Phoenix. Si sono in seguito sposate l'8 maggio 2015. È stato annunciato il 4 giugno 2015 che la Johnson era incinta e che avrebbe perso la stagione WNBA 2015. Il giorno dopo, Griner ha presentato la richiesta di annullamento del matrimonio, in seguito respinta. Johnson ha dato alla luce due gemelle nel mese di ottobre 2015.

## Palmarès
- WNBA All-Defensive Second Team (2013)
- WNBA All-Rookie First Team (2012)